# Palau Imperial de Kyoto
El Palau Imperial de Kyoto (京都 御所, Kyōto Gosho) és un antic palau imperial del Japó. Va ser la residència de l'emperador japonès fins a la Restauració Meiji (1869) i després, preservat com a centre d'interès històric i cultural des del 1877. Avui en dia, l'emperador resideix al Palau Imperial de Tòquio. Actualment, l'edifici està obert al públic, i l'Agència de la Casa Imperial ofereix diverses visites guiades durant el dia.
El Palau Imperial de Kyoto és l'últim dels palaus imperials construïts en o prop de la part nord-oriental de l'antiga capital del Japó, Heian-kyo (actual Kyoto) després de l'abandonament del Palau Heian (大 内 里, daidairi), situat a l'oest de l'actual palau, durant el període Heian. El palau va perdre moltes de les seves funcions durant la Restauració Meiji, quan la capital es va canviar a Tòquio el 1869. No obstant això, les coronacions dels emperadors Taisho i Showa es van dur a terme al palau.

## Pla i disposició
El Palau està situat a Kyoto-gyoen (京都 御苑), un emmurallament rectangular d'1,3 km de nord a sud i 0,7 km d'est a oest, que també conté els jardins del Palau Imperial Sento. La finca data dels primers períodes de l'era Edo, quan les residències dels alts nobles de la cort es van agrupar a prop del Palau i l'àrea va ser emmurallada. Quan la capital es va canviar a Tòquio, les residències dels nobles de la cort van ser enderrocades i gran part del Kyoto-gyoen es va convertir en un parc públic.
El Palau Imperial va ser oficialment establert en aquesta zona des de l'abandonament del Palau Heian a finals del segle xii. Tot i així, va ser des de molt abans que les residències de facto de l'emperador no eren el palau interior (内 里 dairi) del palau original del període Heian, sinó que era una de les residències temporals (里 内 里 sato-dairi) en aquesta part de la ciutat de vegades proporcionades a l'emperador per poderoses famílies nobles. El palau actual és un successor directe - després de repetits intents de reconstrucció - d'un dels palaus Sato-dairi, el Tsuchimikado Dono (土 御 门 殿 tsuchimikadodono) del clan Fujiwara. El Palau, com moltes de les construccions més antigues i importants del Japó, va ser destruït pel foc i reconstruït moltes vegades en el curs de la seva història. Ha estat destruït i reconstruït vuit vegades, sis durant els 250 anys de pau del període Edo. La versió actual va ser completada l'any 1855, en un intent per reproduir l'estil i l'arquitectura del període Heian del Dairi original del Palau Heian.

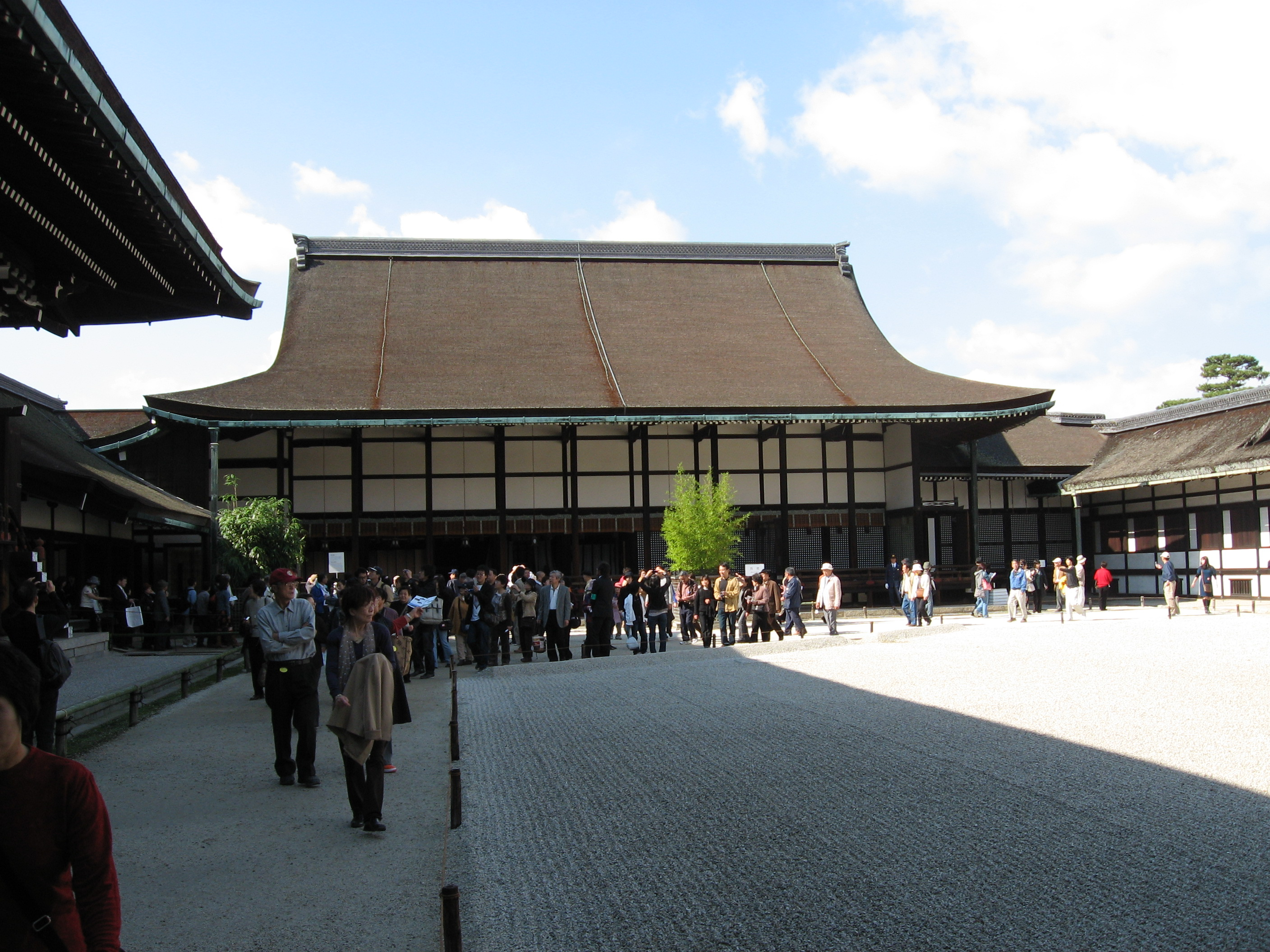
Pati del palau de Kioto.
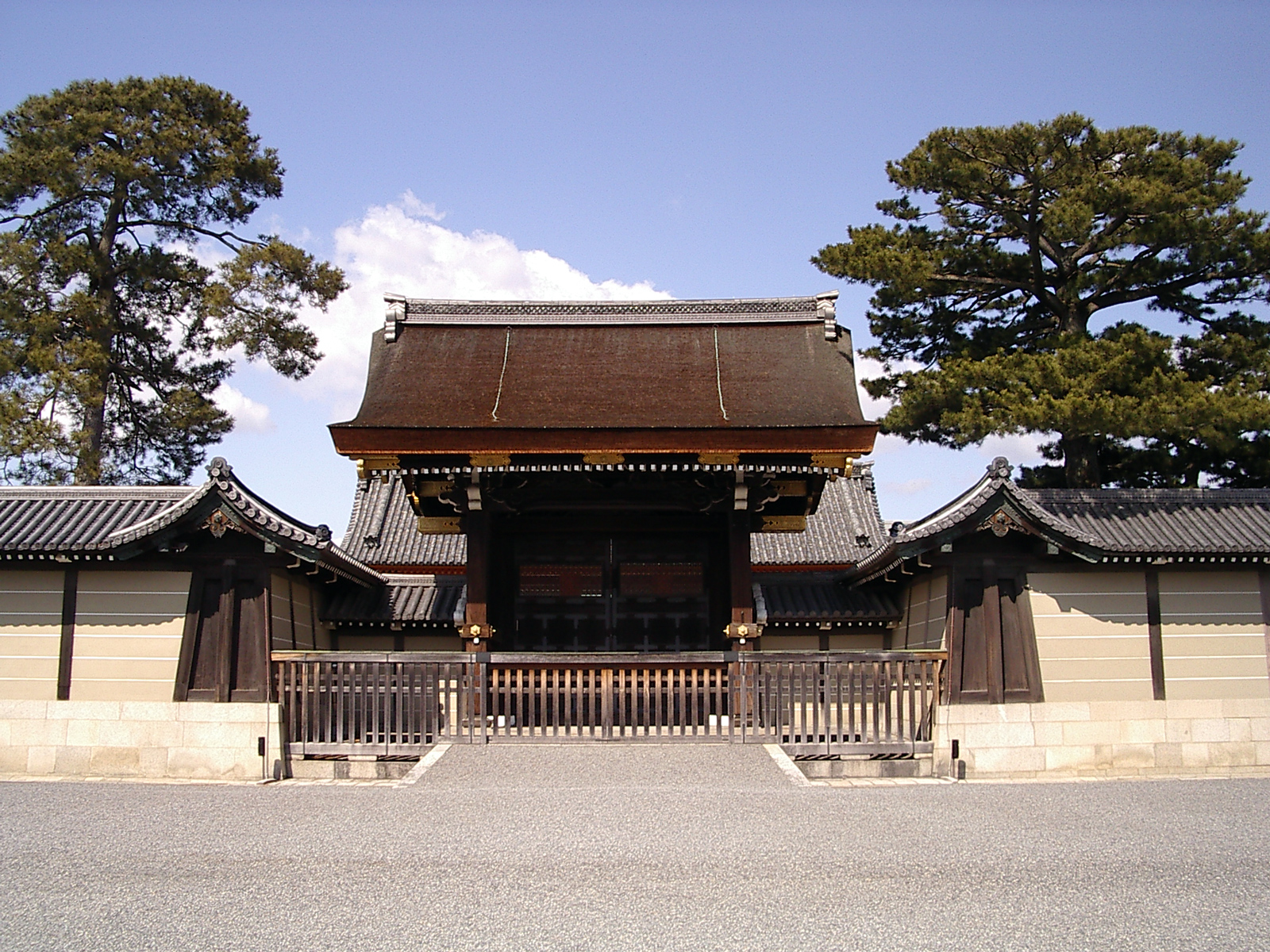
Kenrei-mon (建礼門), una de les entrades del Palau Imperial de Kioto.
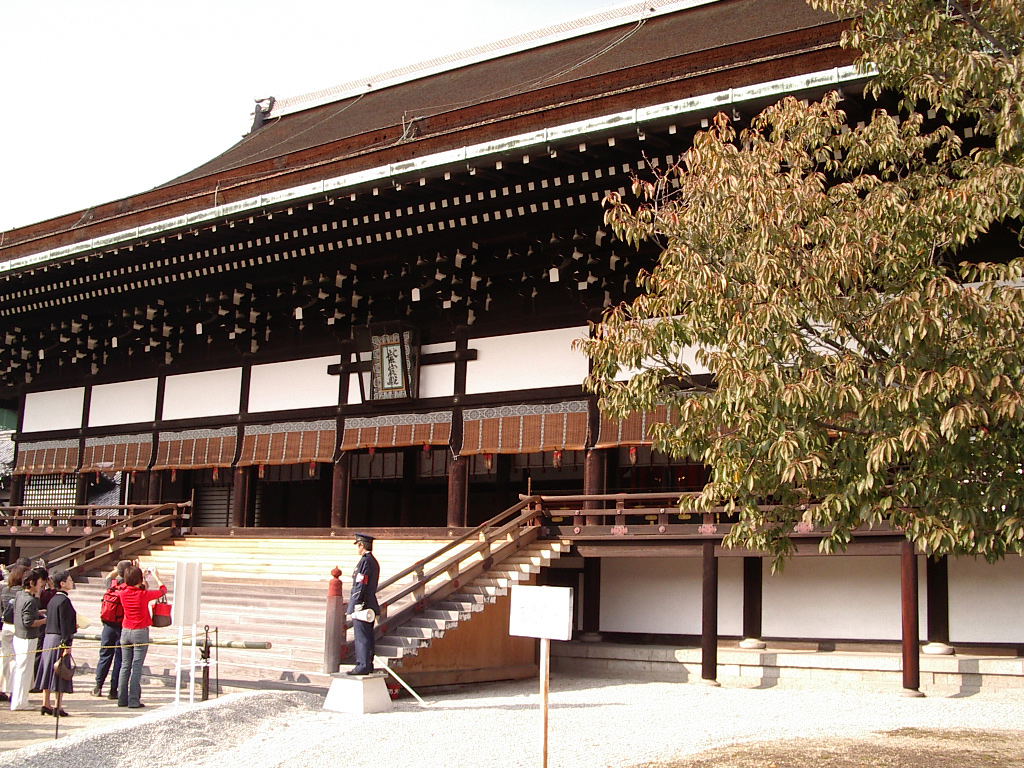
Entrada al saló principal Shishinden, lloc on està el tron del Crisantemo.